# Coeficiente de coancestría de Malecot
El Coeficiente de coancestría de Malecot, {\displaystyle f}, se refiere a una medida indirecta de similitud genética de dos individuos la que fue inicialmente ideada por el matemático francés Gustave Malécot.
{\displaystyle f} se define como la probabilidad de que dos alelos cualquiera de una muestra al azar (uno de cada individuo), sean copias  idénticas de un alelo ancestral.  En especies con linajes bien conocidos (tales como los cultivos domesticados), {\displaystyle f} puede calcularse al examinar registros detallados de pedigree.  Modernamente, {\displaystyle f} puede ser estimado usando datos de marcadores genéticos.

## Evolución del coeficiente de consanguinidad  en poblaciones de tamaño finito
En una población de tamaño finito, después de algunas generaciones, todos los individuos tendrán un ancestro común : {\displaystyle f\rightarrow 1}. 
Considere una población no sexual de tamaño fijo {\displaystyle N}, y  llame {\displaystyle f_{i}} al coeficiente de  consanguinidad de generación {\displaystyle i}. Aquí, {\displaystyle f} significa la probabilidad que dos individuos escogidos al azar tendrán un antepasado común. En cada generación, cada individuo produce un gran número de {\displaystyle k\gg 1} de descendientes, del pool del cual {\displaystyle N} individuos serán serán elegidos aleatoriamente para formar la nueva generación.
En la generación {\displaystyle n}, la probabilidad de que dos individuos tengan un ancestro común es "ellos tienen un padre común" O "ellos descienden de dos individuos distintos los cuales tienen un ancestro común" :
{\displaystyle f_{n}={\frac {k-1}{kN}}+{\frac {k(N-1)}{kN}}f_{n-1}}
{\displaystyle \approx {\frac {1}{N}}+(1-{\frac {1}{N}})f_{n-1}.}
Esta es una relación de recurrencia fácilmente resuelta. Considerando el peor caso donde es la generación cero, no hay dos individuos que tengan un antepasado común,
{\displaystyle f_{0}=0}, obtenemos
{\displaystyle f_{n}=1-(1-{\frac {1}{N}})^{n}.}
La escala del tiempo de fijación (número promedio de generaciones que toma homogeneizar la población) es por lo tanto
{\displaystyle {\bar {n}}=-1/\log(1-1/N)\approx N.}
Este cálculo se extiende trivialmente a los coeficientes de endogamia de alelos en una población sexual cambiando {\displaystyle N} a {\displaystyle 2N} (el número de gametos).